# James-H.-Wilkinson-Preis
Der James-H.-Wilkinson-Preis in numerischer Analysis und wissenschaftlichem Rechnen (James H. Wilkinson Prize in Numerical Analysis and Scientific Computing) wird in der Regel alle vier Jahre von der SIAM vergeben. Er ist nach James H. Wilkinson benannt. Er ist mit 2000 Dollar dotiert. Der Preisträger erhält den Preis in der Regel auf der Herbsttagung der SIAM und hält dort einen Vortrag. Er ist insbesondere zur Förderung von jüngeren Wissenschaftlern gedacht.
Es gibt auch den J. H. Wilkinson Prize for Numerical Software.

## Preisträger
- 1982 Björn Engquist
- 1985 Charles S. Peskin
- 1989 Paul Van Dooren
- 1993 James Demmel
- 1997 Andrew M. Stuart
- 2001 Thomas Y. Hou
- 2005 Emmanuel Candès
- 2009 Assyr Abdulle
- 2013 Lexing Ying
- 2017 Lek-Heng Lim
- 2021 Stefan Güttel
- 2025 Erin Carson